# Ersun Yanal
Ersun Yanal (ur. 17 grudnia 1961 roku w Izmirze) – turecki trener piłkarski.

## Kariera trenerska
- 1990-90 –  Saraykoyspor SK (dyrektor techniczny)
- 1991-92 –  reprezentacja Turcji U-21 (asystent Fatiha Terima)
- 1997-98 –  Yeni Salihlispor SK (dyrektor techniczny)
- 1998-99 –  Denizlispor
- 2000-02 –  MKE Ankaragücü (dyrektor techniczny)
- 2002-04 –  Gençlerbirliği SK
- 2004-05 –  reprezentacja Turcji
- 2005-07 –  Vestel Manisaspor
- 2007-09 –  Trabzonspor
- 2011-13 –  Eskişehirspor
- 2013-14 –  Fenerbahçe SK
- 2014-15 –  Trabzonspor
- 2016-17 –  Trabzonspor
- 2018-20 –  Fenerbahçe
- 2020-21 –  Antalyaspor
- 2023    –  Alanyaspor

## Sukcesy trenerskie
- awans do I ligi tureckiej w sezonie 1998-99 z Denizlispor SK
- finał Pucharu Turcji 2003 i III miejsce w ekstraklasie Turcji w sezonie 2002-03 z Genclerbirlidi SK
- mistrz Turcji z Fenerbahçe SK (2014)